# Hadař Cliffův
Hadař Cliffův (Callechelys cliffi) je paprskoploutvá ryba z čeledi hadařovití (Ophichthidae).
Druh byl popsán roku 1954 ichtyology Jamesem Erwinem Böhlkem a Johnem C. Briggsem.

## Popis a výskyt
Maximální délka ryby je 45,5 cm.
Tělo podlouhlé, zploštělé. Hlava krémově bílé barvy, tělo nažloutlé a pokryté četnými skvrnami. Hřbetní ploutev s výrazným bílým okrajem.
Byla nalezena ve vodách východního středního Pacifiku: Mexiko a Panamský záliv. Obývá písčitá dna.